# Бодренков, Алексей Михайлович
Алексей Михайлович Бодренков (23 февраля 1922 — 5 сентября 1984) — советский поэт, журналист, член Союза журналистов СССР и Союза писателей СССР.

## Биография
Алексей Михайлович Бодренков родился 23 февраля 1922 года в деревне Высокое Дуденской волости Дорогобужского уезда (ныне — Вяземский район Смоленской области). Рос Алексей Михайлович в сельской местности: «Я рос очень впечатлительным. Очень любил родную природу, много времени проводил на реке Осьме, часами любовался заливными лугами, березовыми перелесками… И писать стихи я, видимо, начал под влиянием природы, от избытка чувств что ли». Писать стихи начал ещё во время учёбы в школе. Его первым наставником на стезе поэзии стал учитель Калпитской неполно-средней школы Тимофей Васильевич Сурменев (1916—1943), также писавший и публиковавший стихи. Первое стихотворение Бодренкова было опубликовано 13 мая 1937 года в издешковской районной газете «Сталинское знамя» (№ 41), носило оно название «Песня о Родине». Важно отметить, что вдохновением для первой пробы пера послужила популярная в то время «Песня о Родине» (1936), слова к которой были написаны Василием Ивановичем Лебедевым-Кумачом. Более того, первое стихотворение Бодренкова даже заимствует из кумачевской «Песни» многие элементы и пассажи.
Первый критический отзыв поэт получил в 1937 году со страниц Издешковской районной газеты. Н.Подда писал: «Пишут стихи Т. Сурменев, А. Бодренков и другие. Все начинающие товарищи страдают одним — плохо работают они над языком. А не зная языка, хорошего стихотворения никогда не напишешь. Поэтому тем, кто думает заняться поэтическим творчеством, в первую очередь надо повседневно и упорно изучать язык». Позже Бодренковым были опубликованы стихотворения «Весна» (1937), «Ночь перед праздником» (1937), «Боевых четыре друга» (1938), «Песня о Красном Флоте» (1939).
По окончании школы поступил в Вяземское педагогическое училище. Участвовал в Великой Отечественной войне, после окончания пехотного училища командовал взводом, ротой, был начальником штаба батальона, секретарём редакции дивизионной газеты. Принимал участие в обороне Ленинграда. Весной 1944 года при освобождении Западной Украины ошибочно был признан погибшим. В августе 1946 года в звании майора был уволен в запас.
Первоначально жил в Казахской ССР, работал в Джамбульской областной газете. В 1948 году переехал в Смоленск, где работал корреспондентом в областной газете «Рабочий путь». С конца 1960-х годов проживал в Москве. Трудился в издательстве «Московский рабочий».
Умер 5 сентября 1984 года, похоронен на Ваганьковском кладбище.

Постановлением Смоленской областной думы от 19.12.2024 имя поэта было присвоено библиотеке № 1 города Смоленска.

## Творчество
Автор большого количества статей, очерков, стихов, в том числе о Смоленщине, пьесы «Павел Бродов», поставленной в Смоленском государственном драматическом театре, впоследствии представленной по Центральному телевидению и Всесоюзному радио. Наиболее известное стихотворение Бодренкова — «Первый солдат», положенное на музыку смоленского композитора Ивана Митрофановича Трушкина и с 2003 года являющееся гимном города Смоленска. В 1950 году написал стихотворение «Мы с тобой, Корея!», положенное на музыку композитором Модестом Ефимовичем Табачниковым.
Лауреат премии комсомола Смоленщины имени Ю. А. Гагарина. Был награждён орденом Красной Звезды и рядом медалей.